# 크로아티아 공국
크로아티아 공국(크로아티아어: Kneževina Hrvatska은 달마티아 속주에 만들어진 중세 국가이다. 크로아티아 공국이 수도는 시대에 따라 달라졌으며, 클리스, 솔린, 크닌, 비야치, 닌이 수도였다. 크로아티아 공국은 이스트라반도를 제외한  크로아티아 연안과 오늘날 보스니아 헤르체고비나 지역인 내륙지역을 포함하고 있었다. 크로아티아 공국은 카롤루스 제국과 비잔틴 제국이 지배권을 두고 다툰 자리였다. 9세기 초에는 베네치아 공화국과의 경쟁 관계가 시작되어 몇 세기 동안 서로 다투었다. 크로아티아 공국은 불가리아 제1제국과도 전투를 벌였지만 이후 관계가 개선되었고 비잔틴 제국의 중요한 해안 도시를 점령하려고 했던 아랍인들과도 자주 충돌했다. 크로아티아 공국은 비잔틴 제국과 프랑크 왕국의 속국이었고, 879년 교황 요한 3세가 브라니미르를 독립적인 지도자로 인정하면서 속국 지위에서 벗어났다. 트르피미로비치 왕조와 도마고예비치 왕조가 공국을 다스렸다. 925년 토미슬라브의 치세에 크로아티아는 왕국이 되었다.

## 개요
"달마티아 크로아티아" (Dalmatinska Hrvatska)와 "해안 크로아티아" (Primorska Hrvatska)는 현대 역사학자들이 크로아티아 공국을 부르는 명칭이다. 때때로 "크로아티아 후국"처럼 이 나라를 "후국"이라고 부르기도 한다. 이 나라를 부르는 기록된 첫 명칭은 852년의 "크로아트인들의 땅"(regnum Croatorum)이었다. 크로아티아는 당시 아직 왕국이 아니었기 때문에 "regnum"이라는 용어가 일반적으로 사용되었다. 비잔틴 제국의 자료에서는 이 나라를 그냥 "크로아티아"(Χρωβατία)라고 불렀다.
크로아티아의 첫 대공인 보르나는 프랑크인 열왕편년사에서 "달마티아 대공"(Dux Dalmatiae), 그리고 후에는 "달마티아 및 리부르니아 대공"(Dux Dalmatiae atque Liburniae)으로 불렸다. 9세기 후반 크로아티아 대공들은 당대 크로아티아 이름으로 불렸다. 트르피미르 1세는 852년 발행된 라틴 문자로 "크로아트인들의 대공"(Dux Chroatorum)이라고 표기되었고, 브라니미르의 경우 벤코바츠 인근 소포트에 보존된 비문에 "크로아트인들의 대공" (Dux Cruatorvm)이라고 불렸다.

## 지리
옛 달마티아 속주에 위치한 크로아티아 공국은 다양한 부족이 집단을 이루었으며, 비잔틴 제국은 이들을 스클라베니라고 불렀다. 부족들은 아드리아해 연안을 따라 정착했다. 초기 중세 시기 크로아티아는 아드리아해 동부의 내륙 지역, 그 이후 서부 헤르체고비나 일부, 그리고 서부 및 중앙 보스니아로 확장되었으며 해안 크로아티아 지역의 비노돌, 리카, 각카강, 그리고 크라바바 지역을 포함했다. 스플리트, 자다르, 코토르, 두브로브니크 등 일부 달마티아 해안 도시들과 흐바르섬 및 크르크섬은 여전히 비잔틴 제국이 점령하고 있었다. 크로아티아 공국 남쪽에는 나렌틴이 있었는데 세치나강에서 네레트바강까지 뻗어있었으며, 흐바르, 브라치섬, 코르출라섬, 믈레트섬, 비스, 라스토보섬을 보유하고 있었다. 달마티아 남부에는 오늘날 몬테네그로인 자츠루미아, 트라부니아, 디오클레아가 있었다. 크로아티아 공국 북쪽에는 슬라브인이 건국한 판노니아 공국이 있었다. 크로아티아 공국은 영구적인 수도가 없었고, 크로아티아 대공은 그들의 의회가 있는 여러 지역에 거주했다. 크로아티아 최초의 요충지는 트리피미르 1세가 거주했던 클리스 요새였다. 다른 크로아티아 대공들은 솔린, 크닌, 비야치, 닌 등에서 크로아티아를 통치했다.